# یواشش کن (ترانه سلنا گومز)
«یواشش کن» (به انگلیسی: Slow Down) تک‌آهنگی از خواننده آمریکایی، سلنا گومز از اولین آلبوم استودیویی او رقص ستاره‌ها (۲۰۱۳) است. هالیوود رکوردز این ترانه را به عنوان دومین تک‌آهنگ آلبوم در ۱۳ اوت ۲۰۱۳ به رادیو معاصر ارسال کرد. «یواشش کن» شامل عناصر ئی‌دی‌ام است. از نظر متن، ترانه دربارهٔ زندگی در یک لحظه جادویی در زمین رقص است.
منتقدان موسیقی از این ترانه استقبال کردند و جذابیت و تولید آن را تحسین کردند. از نظر تجاری، «یواشش کن» در فنلاند به رتبهٔ ۲ و در جمهوری چک، روسیه و کره جنوبی در بین ۲۰ رتبهٔ برتر قرار گرفت. در ایالات متحده، این ترانه در جایگاه ۲۷ بیلبورد هات ۱۰۰ و جایگاه نخست جدول هات دنس کلاب بیلبورد قرار گرفت. در ۴۰ آهنگ برتر جریان اصلی به رتبهٔ ۷ رسید. «یواشش کن» به دلیل فروش بیش از ۱ میلیون واحد در ایالات متحده، توسط انجمن صنعت ضبط موسیقی ایالات متحده آمریکا، گواهینامه پلاتین دریافت کرد.
موزیک ویدئو «یواشش کن» توسط فیلیپ اندرمن در پاریس، فرانسه کارگردانی شده است. این موزیک ویدئو گومز را در حال آواز خواندن در ماشین و باشگاه شبانه و قدم زدن در خیابان‌های شهر نشان می‌دهد. گومز «یواشش کن» را در چندین برنامه زنده مانند صبح بخیر آمریکا، برنامه آخر وقت با دیوید لترمن و نمایش گفتگومحور امشب با جی لنو اجرا کرده است.

## جوایز
| سال  | جایزه            | دسته‌بندی             | نتیجه    |
| ---- | ---------------- | -------------------- | -------- |
| ۲۰۱۳ | جوایز پاپ‌کراش    | بهترین آهنگ تابستانی | نامزدشده |
| ۲۰۱۳ | جوایز موسیقی ملل | بهترین آهنگ          | نامزدشده |
| ۲۰۱۳ | جوایز موسیقی ملل | بهترین موزیک ویدئو   | نامزدشده |